# McComb (Mississippi)
McComb (amerikai angol kiejtése: [məˈkoʊm]) mintegy tizenháromezer lakosú város az Amerikai Egyesült Államokban, Mississippi államban, Pike megyében.

## Földrajza
A település a Mississippi-alföldön található síkvidéki település. A statisztikák szerint a mintegy 30 km2-es közigazgatási területből 0,26 km2 a vízfelület.
Ezen a területen az éghajlatot meleg, párás nyár és általában enyhe és hűvös tél jellemzi. A Köppen-féle Éghajlati Osztályozási Rendszer szerint McComb nedves szubtrópusi éghajlatú, az éghajlati térképeken rövidítve Cfa.

## Története
McCombot 1872-ben alapították, amikor a New Orleans-i Henry Simpson McComb, a New Orleans, Jackson and Great Northern Railroad vasúttársaság (a mai Illinois Central Railroad elődje) vezetője úgy döntött, hogy elköltözteti a vasút karbantartóműhelyeit New Orleansból. A vasút földet vásárolt Pike megyében, majd három közeli község, Elizabethtown, Burglund és Harveytown, beleegyezett abba, hogy egyesüljön egy új város megalakításával. Az új Fő utca a belváros üzleteivel, látnivalóival és üzleteivel alakult ki.
1911-ben a karbantartóműhely volt az egyik helyszíne az Illinois Central Railroad javítómunkásai sztrájkjának. A munkabeszüntetés nyomán zavargások törtek ki, amelyeknek számos sérültje volt, és három fekete sztrájktörő meghalt. A hatóságok röviddel a sztrájk szeptember 30-i kezdete után fegyveres karhatalommal verték le a dolgozók megmozdulását.
Az 1960-as évek során McComb és a közeli területek a Ku-Klux-Klan és a Polgári Jogi Mozgalom közötti erőszakos összetűzések helyszínei voltak. 1961-ben az SNCC Mississippiben, ebben a városban hajtotta végre első szavazói nyilvántartási programját. A fehér tisztviselők és a KKK helyi tagjai erőszakkal és megfélemlítéssel súlyosbították a fekete választók elnyomását. Az aktivisták ellen elkövetett támadások mellett Herbert Lee-t, a NAACP egyik idősebb tagját a közeli Mississippi állambeli Liberty egyik gyapotfeldolgozójában meggyilkolta a fehér felsőrendűséget hirdető E. H. Hurst. Az esetnek több szemtanúja is volt, de a támadó önvédelemre hivatkozott, és egy teljesen fehérekből álló bíróság később felmentette, ami később zavargásokhoz vezetett.
A település lakosainak jelentős része manapság is színesbőrű.
1977. október 20-án a Lynyrd Skynyrd rockegyüttes tagjait és stábját szállító bérelt repülőgép egy mocsárba zuhant McComb közelében. A balesetben életét vesztette Ronnie Van Zant énekes, Steve Gaines gitáros, Gaines nővére, Cassie Gaines vokalista és Dean Kilpatrick menedzser.

## Lakossága
| Lakosok száma | 13 337 | 12 790 | 13 013 | 12 413 |
|               | 2000   | 2010   | 2019   | 2020   |

McCombnak az amerikai népszámlálási hivatal 2019-es becslése szerint 13 013 lakosa van. Ez enyhe növekedést jelent a legutóbbi, 2010-es népszámláláskor mért 12 790 főhöz képest. A lakosság túlnyomó része afroamerikai (72,7%); a fehérek aránya 26,6%. A lakosság 53,9 százaléka nő. A 18 év alattiak 30,9 százalékot, a 65 év felettiek 14,2 százalékot tesznek ki. 551 lakos szolgált a fegyveres erőknél.
A 16 éven felüli lakosság 49,6 százalékának van munkája (a fegyveres erők tagjait nem számítva). 47,1% él a szegénységküszöb alatt. A lakosság 13,4 százalékának nincs egészségbiztosítása.
A 25 éven felüliek 79,2 százaléka végezte el a középiskolát. A diplomások aránya 11,8%.

## Híres szülöttei
McComb szülötte Britney Spears énekesnő; húga, Jamie Lynn Spears színésznő és énekesnő; Bo Diddley énekes, gitáros és dalszerző; valamint Brandy Norwood énekesnő is.

## Fordítás
- Ez a szócikk részben vagy egészben  a   McComb, Mississippi című angol Wikipédia-szócikk ezen változatának fordításán alapul.  Az eredeti cikk szerkesztőit annak laptörténete sorolja fel. Ez a jelzés csupán a megfogalmazás eredetét és a szerzői jogokat jelzi, nem szolgál a cikkben szereplő információk forrásmegjelöléseként.